# Xerénte
Xerénte (Akuê, Akwẽ, Awen, Akwen, Akuen Serente, Cherente, Sherente, Šerénte), pleme američkih Indijanaca iz središnje skupine brazilskih Gésa, srodni Xavantima. Danas žive u državi Tocantins, u kraju između rijeka Rio do Sono i Rio Tocantins. Populacija im iznosi oko 1.200 (1993. SIL); 1.814 (2000.). Lovci, ribari, sakupljači i obrađivači tla. Većina vrtova nalaze se u blizini kuća, uz rijeke i potoke. 
Sakupljanje meda, voća i korijenja također ima važan značaj. U prošlosti su (1840.-tih) Xavante i Xerente živjeli duž Tocantinsa u državi Goias, no nakon dolaska bijelih pridošlica obadva plemena su potisnuta s obala rijeke, a Xerente se nastanjuju na sadašnjem područje prema rijeci Sono. Za razliku od Xavanta, Xerente će od misionara i ranih naseljenika prihvatiti kršćanstvo, a neki će naučit i portugalski jezik. 
U drugoj polovici 20. stoljeća integrirali su se u brazilsko društvo, i polako gube kulturni identitet.

## Vanjske poveznice
- Xerente (Sherente) Indians